# Acastellina
Acastellina – rodzaj stawonogów z wymarłej gromady trylobitów, z rzędu Phacopida.
Żył w okresie dewonu (ems – eifel).